# Блинов, Евгений Григорьевич
Евгений Григорьевич Блинов (6 октября 1925, Свердловск — 19 ноября 2018, Киев) — исполнитель на балалайке, дирижёр, профессор (1971). Заслуженный деятель искусств РСФСР (1974), заслуженный артист УССР (1960), народный артист РСФСР (1985). Действительный член Петровской академии искусств (2001).
Присвоен статус ветерана ВОВ (2003), награжден орденом Почета (2005), медалями «За победу в ВОВ» (1945), «За доблестный труд в ознаменование 100-летия со дня рожд. В. И. Ленина» (1970), «60 лет Монгольской нар. респ.» (1982), «50 лет победы в ВОВ» (1995).
Лауреат Первой премии на Международном конкурсе исполнителей на народных инструментах IV Всемирного фестиваля молодежи и студентов (1953, Бухарест).

## Биография
Выпускник Свердловского музыкального училища. Выпускник Киевской консерватории (класс М. Гелиса). Второй балалаечник, который получил высшее образование (первым был П. Д. Гайдамака, композитор и общественный деятель).
В 1953—1963 годы преподавал в Киевской консерватории; в 1963 создал кафедру народных инструментов в Уральской государственной консерватории; 1975—1988 годы — ректор Уральской государственной консерватории.
Исполнитель премьер сочинений Т. Шутенко, Г. Таранова, Е.Зубцова, Н. Шульмана, К. Доминчена, К.Мяскова, Н. Пузея, Е.Кичанова и др.
С 2006 года и до конца жизни жил и работал в Киеве. Скончался 19 ноября 2018 года. Был похоронен на Широкореченском кладбище Екатеринбурга.

## Награды
- Заслуженный артист Украинской ССР (1960)
- Заслуженный деятель искусств РСФСР (1974)
- Народный артист РСФСР (1985)
- Орден Почёта (2005)[4]